# Шульгина-Іщук Надія Яківна
Шульгина-Іщук Надія (21 січня 1888, м. Київ — 9 квітня 1979, США) — педагог, математик-методист, дочка Якова Шульгина та сестра Володимира Шульгина, що загинув під час бою під Крутами.

## Життєпис
Здобула вищу освіту на фізико-математичному відділенні Бестужевських вищих жіночих курсів у Петербурзі. То був перший жіночий університет Росії, який діяв у 1878—1918 роках.
Під час Першої світової війни разом з матір'ю Любов'ю Шульгиною активно співпрацювала з Товариством допомоги жертвам війни (офіційна назва — «Товариство допомоги населенню півдня Росії, що постраждало від воєнних дій»).
Викладала математику у Першій українській гімназії імені Т. Г. Шевченка.
Співтворець української математичної термінології при Комісії Товариства Шкільної Освіти (1918), автор першого українського математичного шкільного підручника на Наддніпрянщині, виданого цією ж комісією. Діяльна в педагогічному житті на Волині, згодом на еміграції.
1927 року приїхала до Рівного на роботу у приватній на той час Рівненській українській гімназії (РУГ). 1944 року після звільнення Рівного від нацистської окупації родина Шульгиних-Іщуків покинула рідну землю. Її шлях проліг до Німеччини, де перебивалися у таборах для біженців. У Саксонії (її окупували радянські війська) померла мама — Любов Шульгина. І родина пішки вирушила до Баварії, до американської зони. Там, у таборі Авґсбурґа, де було чимало людей із фаховою вищою освітою, вони організували школи і Український університет з вивчення точних наук. Надія викладала математику, а Роман Іщук — географію України.
1949 року, під час другої хвилі еміграції, переїхала до Америки. Донька, Наталка Іщук-Пазуняк, згадує: «В Америці ми завжди жили вірою в майбутнє України». А Надія Іщук, вступивши до Союзу Українок Америки, продовжувала активну просвітницьку та методичну роботу.
9 квітня 1979, коли на 91 році життя вона померла, на похорон, окрім родини, друзів і знайомих, прибуло багато колишніх учнів. Це був прояв вдячності й поваги професорці математики й просто щирій українці. На панахиді митрополит Мстислав (Скрипник) сказав про неї як про «нащадка родів українських патриціїв, які віками зберігали українську національну духовність».